# Tillandsia mallemontii
Tillandsia mallemontii es una especie de planta epífita dentro del género  Tillandsia, perteneciente a la  familia de las bromeliáceas.  Es originaria de  Brasil.

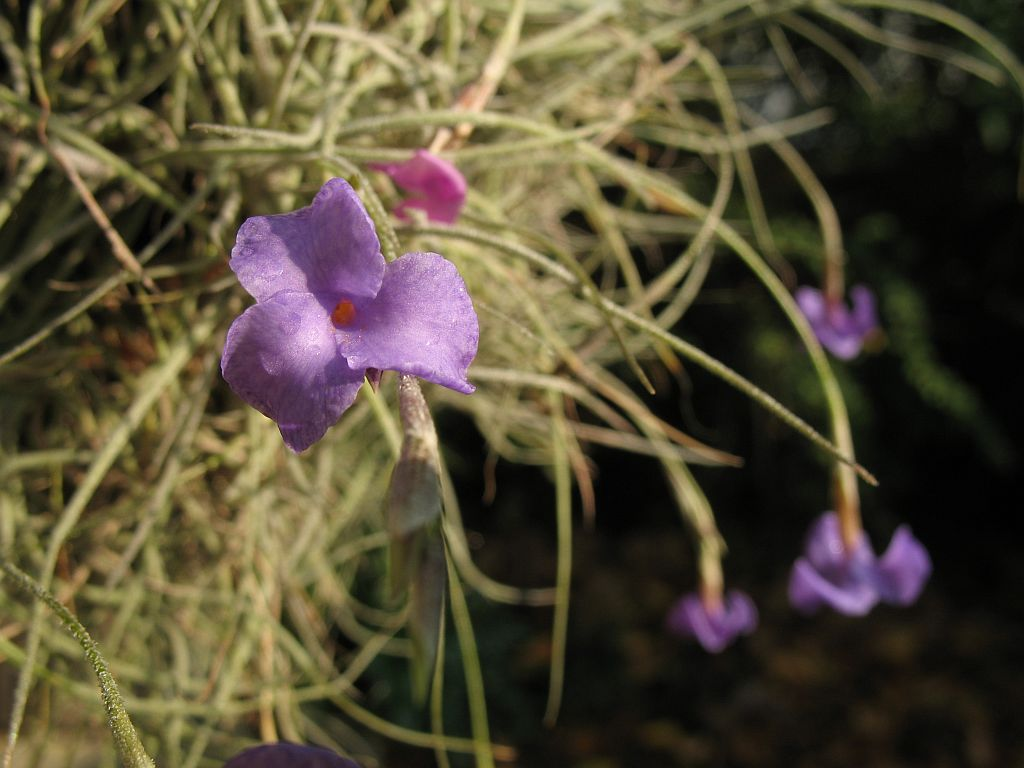
Vista de la planta

## Cultivares
- Tillandsia 'Blue Moon'
- Tillandsia 'Kia Ora'
- Tillandsia 'Nezley'
- Tillandsia 'Van Der Mollis'
- Tillandsia 'Wo'

## Taxonomía
Tillandsia mallemontii fue descrita por Glaz. ex Mez y publicado en Flora Brasiliensis 3(3): 608, pl. 114, f. 1. 1894.
Etimología
Tillandsia: nombre genérico que fue nombrado por Carlos Linneo en 1738 en honor al médico y botánico finlandés Dr. Elias Tillandz (originalmente Tillander) (1640-1693).
mallemontii: epíteto
Sinonimia
- Phytarrhiza uniflora E. Morren ex Baker	[2][3]